# Swoszowa
Swoszowa est une localité polonaise de la gmina de Szerzyny, située dans le powiat de Tarnów en voïvodie de Petite-Pologne.